# Pablo Broseta Dupré
Pablo Broseta Dupré (València, 1965) és un empresari i polític valencià, és el Secretari Autonòmic de Representació davant la Unió Europea i les Comunitats Autònomes de la Generalitat Valenciana des de 2023, al Consell presidit per Carlos Mazón.

## Biografia
Fill del catedràtic de dret i també polític Manuel Broseta, assassinat pel grup terrorista ETA l'any 1992, Pablo Broseta ha treballat a diverses empreses en funcions de direcció com a El Corte Inglés o altres empreses del sector de la promoció i la comunicació. Entre 1983 i 1991 va ser director adjunt del Palau de la Música de València.
L'any 2010 és nomenat Cònsol de França a València i sis anys més tard va ser apartat del càrrec al destapar-se un cas de corrupció en el qual l'empresa de Broseta hauria cobrat comissions milionàries mitjançant contractes amb el Palau de la Música, del qual el mateix Broseta havia estat directiu.
A les eleccions a les Corts Valencianes de 2023 s'incorpora com independent a la candidatura del Partit Popular (PP) que encapçala Carlos Mazón. Obté l'escó però renuncià poc després en ser nomenat Secretari autonòmic de Representació davant la Unió Europea i les Comunitats Autònomes al Consell de la Generalitat presidit pel mateix Mazón.